# Araliaceae
Le Araliacee (Araliaceae Juss., 1789) sono una famiglia di piante angiosperme dell'ordine Apiales. La famiglia è suddivisa in 2 sottofamiglie, comprendenti oltre 250 specie di alberi, cespugli, liane e piante erbacee perenni.

## Descrizione
Le specie della famiglia Araliaceae sono piante legnose, solo raramente erbacee, spesso rampicanti e sono per lo più originarie delle regioni tropicali. I rami sono provvisti frequentemente di radici avventizie, che servono alle piante per ancorarsi a supporti verticali (alberi, pareti, pali, ecc.).
Le foglie sono composite pennate o palmate, disposte a spirale e sono dotate di stipole.
I fiori, che possono essere ermafroditi o unisessuali, sono piccoli e riuniti in grandi infiorescenze a pannocchia o ad ombrella, sono attinomorfi e strutturati secondo una morfologia tetraciclica pentamera. 
Il perianzio è formato da un calice di 5 sepali, ridotti a brevi squame, e da una corolla con 5 petali liberi. 
L'androceo consta di 5 stami, mentre il gineceo di 5 carpelli sviluppati assieme in un ovario infero con 5 logge, ciascuna contenente un ovulo.
 
La formula fiorale più rappresentativa della famiglia è la seguente:
- K 5, C 5, A 5, G (5)

Il frutto è una drupa o una bacca.

## Biologia
L'impollinazione è anemogama e entomogama e può avvenire in autunno, ad opera di mosche e vespe, ma la maturazione dei frutti in questo caso avviene nell'anno successivo (genere Hedera).

## Distribuzione e habitat
Le Araliaceae sono principalmente presenti nelle fasce tropicali e subtropicali (principalmente nel sud-est asiatico e nelle fasce tropicali americane); solo alcune specie sono presenti nelle aree climatiche temperate.
L'unica specie autoctona in Italia è Hedera helix, rampicante sempreverde, tipica dei boschi freschi e umidi, di cui si conoscono numerose varietà coltivate per la bellezza del fogliame.

## Tassonomia
La famiglia è strettamente legata alle Apiaceae e alle Pittosporaceae ed i confini tra queste famiglie ed altri membri dell'ordine Apiales sono ancora incerti.
Alcuni sistemi recenti di classificazione hanno incluso le Araliaceae in una famiglia Apiaceae espansa, ma questo modo di procedere non ha trovato ampio seguito. 
Le analisi filogenetiche molecolari suggeriscono che almeno alcuni dei generi tradizionalmente inclusi nelle Apiaceae, all'interno della sottofamiglia Hydrocotyloideae, siano più strettamente legati alle Araliaceae e l'inclusione fra le Araliaceae dei generi Hydrocotyle e Trachymene è stata raccomandata.
La classificazione delle Araliaceae per quanto riguarda il livello generico è ancora incerta; in particolare, numerosi generi sono stati definiti come sinonimi del genere Schefflera. Recenti ricerche filogenetiche molecolari hanno in realtà dimostrato che questo ampio genere pantropicale è polifiletico; alcuni credono che dovrebbe essere nuovamente separato in parecchi generi, sebbene questi probabilmente non corrisponderebberebbero ai generi precedentemente riconosciuti.
La famiglia Araliaceae è suddivisa in due sottofamiglie, Aralioideae e Hydrocotyloideae, ed include i seguenti generi:
Sottofamiglia Aralioideae
- Anakasia Philipson
- Aralia L.
- Astropanax Seem.
- Astrotricha DC.
- Brassaiopsis Decne. & Planch.
- Cephalaralia Harms
- Cephalopanax G.M.Plunkett, Lowry & D.A.Neill
- Cheirodendron Nutt. ex Seem.
- Chengiopanax C.B.Shang & J.Y.Huang
- Crepinella Marchal
- Cussonia  Thunb.
- Dendropanax Decne. & Planch.
- Didymopanax Decne. & Planch.
- Eleutherococcus Maxim.
- Fatsia Decne. & Planch.
- Frodinia Lowry & G.M.Plunkett
- Gamblea C.B.Clarke
- Harmsiopanax Warb.
- Hedera L.
- Heptapleurum Gaertn.
- Heteropanax Seem.
- Kalopanax Miq.
- Macropanax Miq.
- Merrilliopanax H.L.Li
- Meryta J.R.Forst. & G.Forst.
- Metapanax J.Wen & Frodin
- Motherwellia F.Muell.
- Neocussonia Hutch.
- Neopanax Allan
- Oplopanax (Torr. & A.Gray) Miq.
- Oreopanax Decne. & Planch.
- Osmoxylon Miq.
- Panax L.
- Plerandra A.Gray
- Polyscias J.R.Forst. & G.Forst.
- Pseudopanax K.Koch
- Raukaua Seem.
- Schefflera J.R.Forst. & G.Forst.
- Sciodaphyllum P.Browne
- Seemannaralia R.Vig.
- Sinopanax H.L.Li
- Tetrapanax (K.Koch) K.Koch
- Trevesia Vis.
- Woodburnia Prain

Sottofamiglia Hydrocotyloideae
- Hydrocotyle Tourn. ex L.
- Trachymene Rudge

Esiste, inoltre, l'ibrido intergenerico ×Fatshedera lizei ottenuto in Francia nel 1912 da Fatsia japonica e Hedera helix.